# Palleronia
Palleronia ist eine Gattung von Bakterien. Die Arten sind von Interesse innerhalb der Untersuchung von salztolerierenden Mikroben und der Erforschung der „Kommunikation“ zwischen Bakterien, das Quorum sensing. Die Gattung zählt zu der Familie Roseobacteraceae.

## Merkmale
Die Zellen sind meist Kokken- oder Stäbchenförmig und unbeweglich. Die Zellbreite variiert zwischen 0,4 und 1,4 Mikrometer, die Zelllänge zwischen 0,5 und 2,8 μm. Die Zellen von Palleronia caenipelagi, P. pelagia und P. salina können auch fadenförmige Stäbchen bilden. Bei P. pelagia und P. salina können diese Fäden in älteren Kulturen Längen von bis zu 30 μm überschreiten.
Die meisten Arten sind unbeweglich, eine Ausnahme ist z. B. die durch eine Geißel bewegliche Art P. aestuarii. Einige Arten bilden intrazelluläre Polyhydroxyalcanoat (PHA)-Granula, was der Energiespeicherung dient. Die Kolonien sind typischerweise beige, gräulich, rosa oder rot. Viele Arten neigen zur Biofilmbildung. 

Generelle chemische Struktur eines N-Acyl-homoserinelacton

 Arten wie P. abyssalis, P. aestuarii, P. marisminoris, P. pelagia, P. rufa, P. salina und P. soli sind fähig, N-Acylhomoserinlactone (AHL) zu produzieren, das am Quorum-Sensing-Mechanismen beteiligt sind. Dabei ist die AHL-Synthese bei P. aestuarii, P. salina und P. rufa vergleichsweise gering, während die Art P. marisminoris mehr AHL produziert. Der Gram-Test fällt negativ aus.

## Stoffwechsel und Wachstum

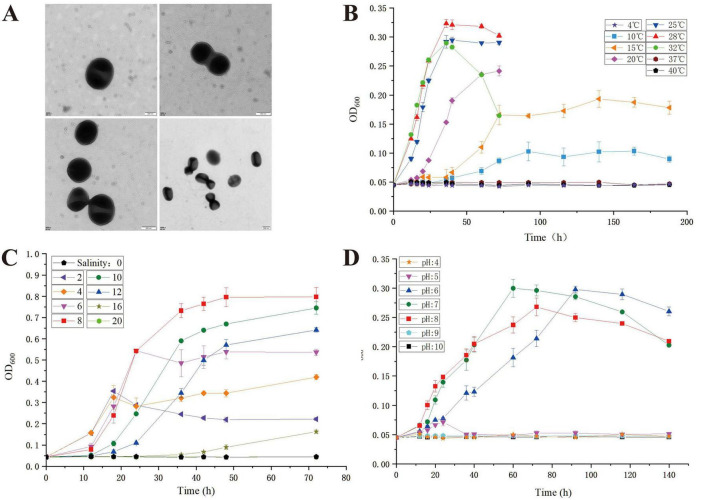
Transmissionselektronenmikroskopische Aufnahme des Stammes LCG004 (A) und die Wachstumskurve bei verschiedenen Temperaturen (B), bei verschiedenen NaCl-Konzentrationen (C) und bei verschiedenen pH-Werten (D).

Die Gattung Palleronia enthält chemoheterotrophe Arten, sie sind auf organische Verbindungen für das Wachstum angewiesen. Palleronia-Arten können eine Vielzahl von Kohlenhydraten, Aminosäuren und Alkoholen als einzige Kohlenstoff- und Energiequellen nutzen. Außerdem sind sie aerob oder fakultativ anaerob, sie können also auch unter Sauerstoffausschluss leben. Unter anaeroben Bedingungen führen z. B. P. aestuarii und  P. sediminis die Butandiolgärung durch, sie reagieren also auf dem Voges-Proskauer-Test positiv. Verschiedene Zucker, Alkohole, Aminosäuren dienen je nach Art als organische Nährstoffe, Glucose wird meistens nicht genutzt, eine Ausnahme ist P. pelagia. Die meisten Arten führen keine Nitratreduktion (Nitratatmung) durch, eine Ausnahme ist z. B. P. caenipelagi.
Von den bis zum Jahr 2020 untersuchten Arten, P. abyssalis, P. aestuarii, P. caenipelag, P. marisminoris, P. pelagia, P. pontilimi, P. rufa, P. salina, P. sediminis, P. soli wurde Bakteriochlorophyll a nicht nachgewiesen. Die Arten führen keine Photosynthese durch, im Unterschied zu vielen anderen Gattungen innerhalb der Familie Roseobacteraceae.
Einige Arten bilden Enzyme, die verschiedene Substrate hydrolysieren (spalten) können, zu den Enzymen zählen Esterasen und Leucin-Arylamidase. Der optimale Wachstumstemperaturbereich von diesen 10 Arten liegt bei ca. 25–37 °C und der optimale pH-Bereich bei ungefähr 6,5–8, so dass diese Bakterien mesophil und neutrophil sind. Die meisten Arten benötigen Natriumchlorid (NaCl) für ein robustes Wachstum. Das Hauptchinon ist Ubiquinon Q10 und die häufigsten Lipide sind Phosphatidylglycerol sowie Phosphatidylcholin und Diphosphatidylglycerol.

## Ökologie
Habitate von den Arten der Palleronia sind saline Ökosysteme, also salzhaltige Böden, Meeressedimente, Gezeitenzonen, hypersaline Gewässer, Wattenmeer und in der Rhizosphäre salztoleranter Pflanzen.
Die Fähigkeit der Palleronia-Arten, in einem breiten Spektrum von Salzgehalten, Temperaturen und Kohlenstoffquellen zu wachsen, könnte eine Erklärung für ihr Vorkommen in so unterschiedlichen Ökosystemen sein. Sechs Arten wurden aus Böden, Küstensedimenten oder Wattenmeeren isoliert: P. marisminoris wurde aus salzhaltigem Boden in der Nähe einer Saline an der Mittelmeerküste von Murcia in Spanien gewonnen, P. sediminis wurde aus Küstensediment (Weihai, China) isoliert und vier Arten wurden aus Wattgebieten von Korea isoliert: P. aestuarii und P. caenipelagi wurden aus einem Watt im Gelben Meer gewonnen. Der Fundort von P. pelagia sind Salinen in Korea. P. sediminis wurde aus Küstensedimenten und P. soli aus dem Wattenmeer isoliert. Palleronie abyssalis wurde aus der Tiefsee (Calypso Deep, in 4908 m Tiefe) isoliert. Mit Palleronia verwandte Arten, die ebenfalls in der Tiefsee isoliert wurden, zählen z. B. Thiobacimonas profunda, Pelagibaca abyssi, Salipiger nanhaiensis, zwei Arten von Roseovarius (R. halotolerans und R. indicus) undRoseivivax marinus.

## Halophilie
Es sind halophile („salzliebende“) Arten vorhanden, so kann Palleronia pelagia NaCl-Werte von bis zu 15 % tolerieren und P. marisminoris zeigt noch bei Werten von 30 % Wachstum. Halophile Mikroorganismen sind Arten von Extremophilen, die an das Leben in salzhaltigen und hypersalinen Lebensräumen angepasst sind, in denen neben hohen Salzkonzentrationen auch andere Stressbedingungen, wie hohe Sonneneinstrahlung, alkalische pH-Werte und hohe Temperaturen, vorherrschen können.
So toleriert P. marisminoris alkalische pH-Werte von bis zu 10. P. marisminoris produziert des Weiteren große Mengen von Exopolysaccharide und bildet hiermit Biofilme.
Salzliebende Bakterien sind in verschiedenen Gruppen von Bakterien zu finden, innerhalb der Proteobacteria waren bis 2011 bei den Klassen Alphaproteobacteria (z. B. Antarctobacter, Paracoccus, Hyphomonas und Jannaschia), Gammaproteobacteria (Alcanivorax, Alteromonas und  Ectothiorhodospira) und Deltaproteobacteria (Desulfohalobium, Desulfurivibrio). Bei den Epsilonproteobacteria sind nur bei den Gattungen Arcobacter, Sulfurimonas und Sulfurovum halophile Vertreter anzutreffen (Stand 2011).
Der Stamm Palleronia sp. LCG004 wurde aus dem Gezeitenwasser des Hafens von Lu Chao im westlichen Pazifik isoliert. Der Stamm ist mit einem antioxidativen Abwehrsystem mit mehreren Katalasen, Peroxidasen und Superoxiddismutasen ausgestattet, das ihn in die Lage versetzt, ständig wechselnden Umweltbedingungen, wie →UV-Strahlung, zu widerstehen. Der Stamm zeigt unter Lichtbestrahlung ein verstärktes Wachstum und eine verstärkte Zellaggregation, Licht hat also eine Wirkung auf seine morphologischen und physiologischen Eigenschaften. Der Stamm toleriert außerdem ebenfalls hohe Salzwerte (bis zu 16 %).

## Systematik
Palleronia zählt zu der  Familie Roseobacteraceae innerhalb der Klasse Alphaproteobacteria. Die Typusart ist Palleronia marisminonis, sie wurde im Jahr 2005 beschrieben.
Verwandte Gattungen sind Profundibacterium und Boseongicola. Die genetische Übereinstimmung der Typusarten dieser Gattungen, P. mesophillum und B. aestuarii, mit P. salina beträgt 95,38 bzw. 95,9 %.
Der Gattungsname Palleronia wurde zu Ehren des im Jahr 2018 verstorbenen Professor Norberto Palleroni gewählt, einem Pionier bei der Anwendung molekularer Identifizierungsverfahren in der Taxonomie der Prokaryoten.
Es folgt eine Auswahl einiger Arten (Stand Mai 2025):
- Palleronia abyssalis Albuquerque et al. 2015
- Palleronia aestuarii (Kim et al. 2010) Barnier et al. 2022
- Palleronia caenipelagi (Park et al. 2019) Zhang et al. 2023
- Palleronia marisminoris Martínez-Checa et al. 2005
- Palleronia pelagia (Choi et al. 2007) Barnier et al. 2023
- Palleronia pontilimi (Lee 2018) Barnier et al. 2022
- Palleronia rufa Barnier et al. 2022
- Palleronia salina (Choi et al. 2007) Barnier et al. 2022
- Palleronia sediminis Sun et al. 2021
- Palleronia soli Kim et al. 2015

## Genutzte Literatur
- Fernando Martínez-Checa, Victoria Béjar, Ana del Moral, Inmaculada Llamas Palleronia  (2025) In: Bergey's Manual of Systematics of Archaea and Bacteria. 1. Auflage. Wiley, 2015, ISBN 978-1-118-96060-8, doi:10.1002/9781118960608.gbm02131 (wiley.com [abgerufen am 2. Juni 2025]).